# Wilhelm Besserer
Wilhelm Besserer (* um 1539 wahrscheinlich in Speyer; † 1601 wahrscheinlich in Speyer) war ein deutscher Maler und Kartograph, der zeitlebens in Speyer gewirkt hat.

## Herkunft und Stand
Die Herkunft von Wilhelm Besserer ist nicht ganz sicher nachgewiesen. Wahrscheinlich ist der in Aachen geborene Maler Hans Besser, der 1537 seine Heimat verlassen hatte und nach Speyer gegangen war, sein Vater. (Ein Nachfahre von Wilhelm Besserer könnte vielleicht der Miniatur- und Aquarellmaler Johann Jacob Besserer (um 1600–1657) sein, dessen Wirken von 1637 bis 1648 in Speyer nachgewiesen ist.) — Wilhelm Besserer erwarb 1564 in Speyer das Bürgerrecht und gehörte von 1579 bis zu seinem Tod dem Rat der Stadt an.

## Betätigungsfelder

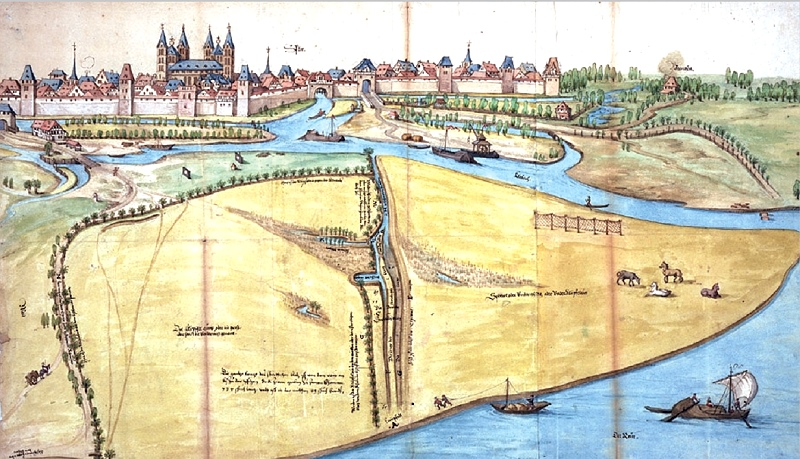
Ansicht von Speyer mit der Klüpfelsau: Aquarell (Augenscheinkarte) aus dem Jahre 1574

Kartographische Arbeiten sind von Wilhelm Besserer im Spessart, im Hohenlohischen, im nördlichen Baden und in der westlichen Pfalz ausgeführt worden. Seine Karten dienten vor allem der Festschreibung des Grundbesitzes mitsamt seinen jeweiligen Nutzungsrechten und weniger zur Orientierung und Wegfindung im Gelände. Bei Rechtsstreitigkeiten wurde von ihm so manche Karte für die Beweisaufnahme vor Gericht angefertigt. So hat Wilhelm Besserer 1573 für einen Rechtsstreit zwischen Speyer und Dudenhofen um irgendwelche Nutzungsrechte für die Verhandlung vor dem Reichskammergericht eine detailgetreue Landtafel gemalt, den sogenannten Speyerer Flurplan, in dem Gebiete zwischen Speyer und der Haardt mit Teilen der Speyerer Landwehr dargestellt waren. Ein Jahr später schuf er für einen weiteren Prozess der Stadt Speyer, diesmal gegen den Bischof von Speyer, ein Aquarell, eine sogenannte Augenscheinkarte, auf der eine Ansicht von Speyer und das Gebiet der Klüpfelsau mit dem anliegenden Rhein wiedergegeben war.

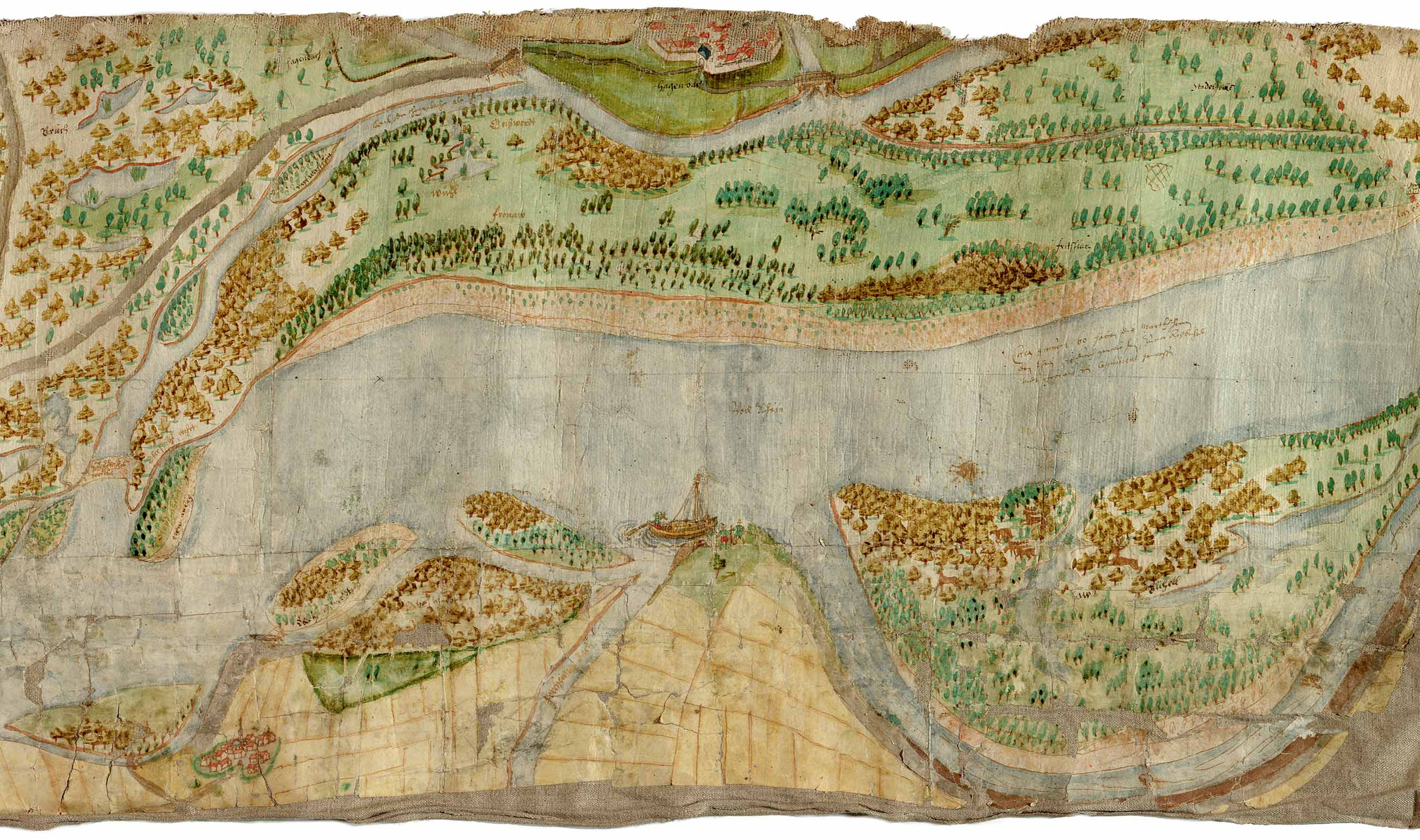
Rheinstromkarte von 1590, Blatt 1: Ausschnitt mit dem Ort Hagenbach

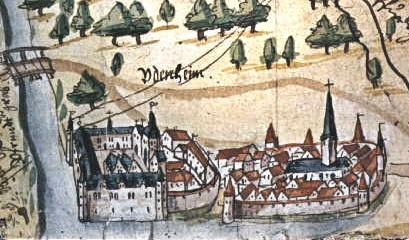
Rheinstromkarte von 1590, Blatt 3: Ausschnitt mit dem Ort Udenheim am Saalbach

In den Jahren 1580 und 1590 wurden von Wilhelm Besserer zwei große Rheinstromkarten für die kurpfälzische Regierung in Heidelberg angefertigt. Der mäandrierende Oberrhein veränderte vor der Rheinbegradigung im 19. Jahrhundert sehr oft die Landschaft und deshalb ließ der Kurfürst und Pfalzgraf als Herr des Rheins (Dominus Rheni) von Zeit zu Zeit Rheinbefahrungen durchführen, um die Veränderungen in Wort und Bild zu dokumentieren und damit seine Rechte nach den sogenannten Rheinregalien zu wahren. Die Karte von 1580, etwa 1,75 m lang, zeigt den Lauf des Rheins auf dem etwa 25 km langen Abschnitt von Speyer bis Mannheim in einer Federzeichnung, mit leichter kunstgeübter Hand ausgeführt. Die Karte von 1590 ist eine dreiteilige aquarellierte Zeichnung, die zusammengesetzt 12,37 m lang und zwischen 0,32 und 0,50 m hoch ist und den Lauf des Rheins auf dem etwa 60 km langen Abschnitt von Beinheim bis Udenheim zeigt. Das erste Blatt (Rhein Abrisz von Beinheim bisz vnder Dachszlandt) misst 4,00 × 0,32–0,50 m, das zweite (Rhein Abrisz von Knielingen bisz vnder Linckheim) 3,77 × 0,32 m und das dritte (Rhein Abrisz von Linckenheim ein wenig bis vnder Vdenheim) 4,58 × 0,395 m. — Eine weitere Rheinkarte, die die Veränderungen des Rheinufers bei Otterstadt wiedergibt, wurde von Wilhelm Besserer im Jahre 1597 geschaffen. Dazu ist von ihm noch die Nachzeichnung einer Rheinaufnahme von 1573 überliefert, die von dem Mainzer Maler Ulrich Bletzer geschaffen worden ist und den Strom von Oberwalluf bis Bingen darstellt.
Eine von Wilhelm Besserer, Bürger und Maler zu Speyer, 1581 anlässlich eines Reichskammergerichtsprozesses um den Verlauf einer Hoheitsgrenze angefertigte 0,83 × 1,12 m große kolorierte Streitkarte zeigt ein ca. 16 km² großes Gebiet mit den Orten Oberwürzbach und Ommersheim aus der Kavaliersperspektive. Diese Karte stellt eine beachtliche Bildquelle für dörfliche Flur-, Orts- und Hausformen der Zeit dar.
An weiterer kartographischer Arbeit wird Wilhelm Besserer noch eine Karte der oberen und unteren Haardtgegend diesseits und jenseits der Alb bei Mühlburg und Ettlingen zugeschrieben, eine undatierte und kolorierte Federzeichnung, die 0,38 × 0,52 m misst. Dazu kommen noch die beiden Landtafeln Augenschein in Sachen Hohenloe vnd Berlichingen: gegen Brandenburg. so das Schrotzburger Jagen belangt. Anno 1589 und Augenschein Inn Strittiger sachgen Zwischen Dem Hochwirdigsten Fürsten vnd Herrenn, Herren Wolffgangs Ertzbischoffen Zu Meintz, etc. wider die Edelen vnd Vestenn Philips Heinrich, vnd Hansz Gottfridt von vnd zu Aschhausen ... 1594.